# 馬茲薩拉察

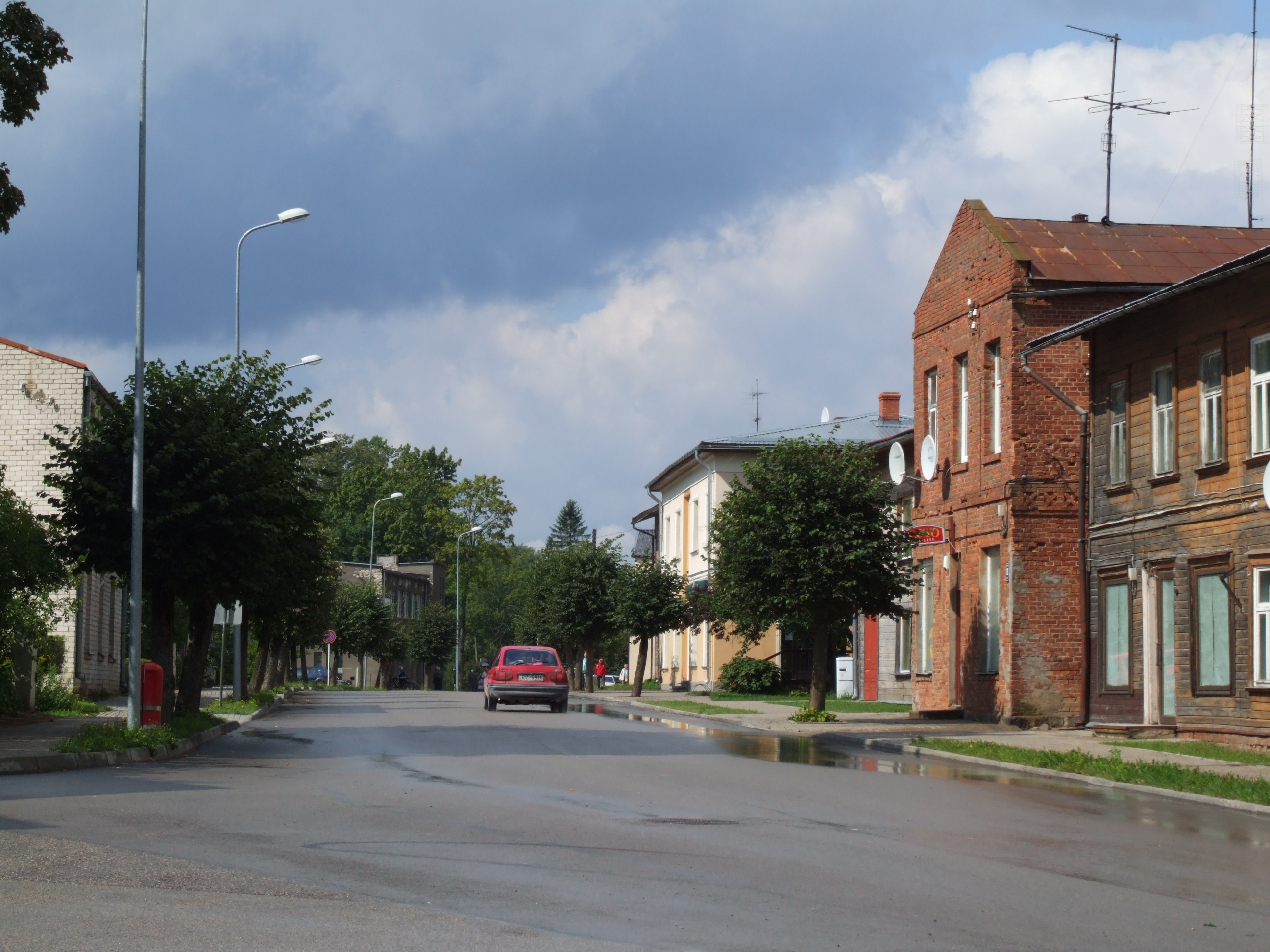

馬茲薩拉察是拉脫維亞的城鎮，位於該國北部的薩拉察河右岸，毗鄰與愛沙尼亞接壤的邊境，距離首都里加149公里，面積3平方公里，2010年人口1,474。

## 历史
周边已经有7000年多的人居住的历史。历史记录1533年第一次提馬茲薩拉察教堂。馬茲薩拉察村落先1861建立，当时也修了第一座过薩拉察河桥梁。1928年收到了城镇行政权力。现在主要行业包括农业、林业和旅游。在城镇高中学校旁边薩拉察河右岸有Skaņaiskalns自然公园。